# Carvalhal (Barcelos)
Carvalhal es una freguesia portuguesa del concelho de Barcelos, con 3,06 km² de área y 1614 habitantes (2001). Densidad de población: 527,5 hab/km².